# Ишмуратово (Оренбургская область)
Ишмуратово — микрорайон (обозначается в городе как посёлок, село) в черте города Кувандык; упразднённая деревня в Кувандыкском районе Оренбургской области России.

## География
Находится на реке Кураган к юго-востоку от центра города Кувандык. Через речку — посёлок Кирпичный Завод.

## Климат
Климат умеренно континентальный. Времена года выражены четко. Среднегодовая температура по району изменяется от +4,0 °C до +4,8 °C на юге. Самый холодный месяц года — январь, среднемесячная температура около −20,5…−35 °C. Атмосферных осадков за год выпадает от 300 до 450—550 мм, причём большая часть приходится на весенне-летний период (около 70 %). Снежный покров довольно устойчив, продолжительность его, в среднем, 150 дней.

## Топоним
Башкирское название Ишморат восходит к башкирскому антропониму Ишморат (руск. Ишмурат). Другое название: Касанай (антропоним).

## Население
В деревне проживают представители башкирского племени кыпсак 'кыпчак'. Известны родовые подразделения Мэхмут, Ишбирзе

## Инфраструктура
Личное подсобное хозяйство.
Селение газифицировано.

## Транспорт
Сводное расписание движения транспортных средств на 2021 год
- Муниципальный маршрут «Западный микрорайон — Ишмуратово» в рабочие дни.
- Муниципальный маршрут «Ишмуратово — Гребенникова».
- Муниципальный маршрут «Ишмуратово — Дорстрой».
- Муниципальный маршрут «Ишмуратово — Кашкук».
- Муниципальный маршрут «Ишмуратово — Орский посёлок».